# ダガ
ダガ（DAGA、1988年6月19日 - ）は、メキシコのバハカリフォルニア州ティフアナ出身のプロレスラー。

## 概要
メキシコ伝統のルチャリブレ仕込みの空中戦をベースにジャベに加え、小川良成直伝のレスリングテクニックと、柔術などを融合したオールラウンドなファイトスタイルを持つレスラー。

## 経歴
2005年1月6日、メキシコ・コアカルトにて、エテルノを相手にプロレスデビュー。

### AAA
2011年、メキシコのAAAに初出場。その後AAA世界クルーザー級王座などを獲得。
2017年に離脱し、その後はアメリカの「ルチャアンダーグラウンド(Lucha Underground)」に登場するなど、様々な団体で活躍。

### DRAGON GATE
2018年11月4日、DRAGON GATE大阪大会にて、Eitaが予告していたR・E・Dの三人目のXとして登場。

### AAA
AAAに復帰。AAAラテンアメリカ王座を獲得。
また、アメリカのImpact Wrestlingにも参戦した。

### プロレスリング・ノア
2023年2月、プロレスリング・ノアに参戦。
5月、Eitaを裏切り、STINGERに加入。
6月、クリス・リッジウェイとのタッグでGHCジュニアヘビー級タッグ王座を獲得。
11月、HAYATAに勝利し、GHCジュニアヘビー級王座を初戴冠。そこから、7度の防衛に成功する。
2024年8月、小川良成の引退により、STINGERが事実上の解散となる。
9月、AMAKUSAに勝利し、2度目のGHCジュニアヘビー級タッグ王座となる。
10月、ジャック・モリス、ヨシタツと共に、TEAM 2000 Xを結成。
2025年1月、GHCタッグ王者であったオモスのWWEへの帰還に伴い、タッグベルトを譲渡されるも認められず返上扱いで空位に。しかし、4月に行われた清宮ガレノ組との王座決定戦にて勝利し、ジャックと共にGHCタッグ王座を獲得した。

## 得意技
ディアブロウイングス
リバース・フルネルソンの体勢で捕らえた相手をマットと垂直になるまで担ぎ上げ、そこから前方に落とすと同時に背面からマットに倒れ込み、突き出した両膝に相手の顔面を打ち付けるダブルアーム式・変形コード・ブレイカー。
主なフィニッシャー。
サンダードライバー
ツームストンパイルドライバー

## タイトル歴
- AAA世界クルーザー級王座
- AAAラテンアメリカ王座
- IWL インターナショナル・ジュニアヘビー級王座
- IWLインターネット王座
- X-LAWジュニアヘビー級王座
- LWAヘビー級王座
- Lucha Undergroundトリオ王座
- GHCタッグ王座　(パートナーはジャック・モリス)
- GHCジュニアヘビー級王座
- GHCジュニアヘビー級タッグ王座　(パートナーはクリス・リッジウェイ)

## 入場テーマ曲
- Raptillianos　-現在のテーマ曲
- The Rapture「Echoes」